# 圣马丹泰雷叙
圣马丹泰雷叙（法語：Saint-Martin-Terressus，法語發音：[sɛ̃ maʁtɛ̃ tɛʁɛsy]）是法国新阿基坦大区上维埃纳省的一个市镇，属于利摩日区。

## 地理
圣马丹泰雷叙（45°55'9"N, 1°26'35"E）面积23.53 平方千米，位于法国新阿基坦大区上维埃纳省，该省份为法国中西部省份，北起顺时针与安德尔省、克勒兹省、科雷兹省、多爾多涅省、夏朗德省和维埃纳省接壤。
与圣马丹泰雷叙接壤的市镇（或旧市镇、城区）包括：勒沙特内昂多尼翁、昂巴扎克、圣洛朗莱塞格利斯、圣普列斯特托里永。
圣马丹泰雷叙的时区为UTC+01:00、UTC+02:00（夏令时）。

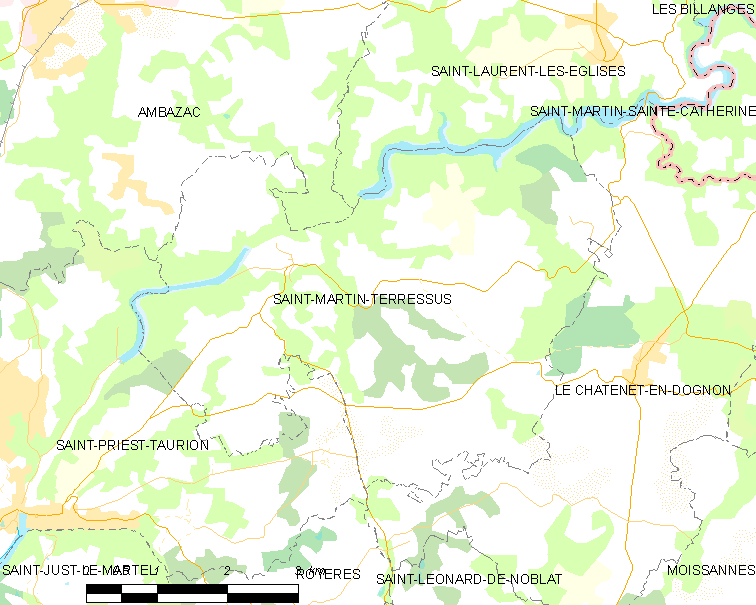
圣马丹泰雷叙的OSM定位图

## 行政
圣马丹泰雷叙的邮政编码为87400，INSEE市镇编码为87167。

## 政治
圣马丹泰雷叙所属的省级选区为圣莱奥纳尔-德诺布拉县。

## 人口

1962-2008年间圣马丹泰雷叙人口变化图示

圣马丹泰雷叙于2022年1月1日时的人口数量为580人。